# علي بن مسلم الطوسي
الإمام المحدث الثقة، علي بن مسلم بن سعيد، أبو الحسن الطوسي ثم البغدادي، (160هـ‍ - 253 هـ‍)، مسند العراق، من الأئمة الثقات، مات لسبع بقين من جمادى الآخر سنة ثلاث وخمسين ومائتين، عن ثلاث وتسعين سنة.

## روايته للحديث النبوي
- سمع: جرير بن عبد الحميد، ويوسف بن يعقوب الماجشون، وهشيم بن بشير، وعبد الله بن المبارك، ويحيى بن أبي زائدة، وعبد الرحمن بن زيد بن أسلم ، وأبا يوسف القاضي، وعباد بن العوام الواسطي وخلقا كثيرا. وعني بهذا الشأن، وجمع وصنف.
- حدث عنه: البخاري، وأبو داود، والنسائي، ويحيى بن معين رفيقه، وأبو بكر الأثرم، وابن أبي الدنيا، وعبد الله بن أحمد،وأبو محمد بن صاعد، والقاضي المحاملي والحسين بن عياش القطان، وآخرون.
- الجرح والتعديل: قال أحمد بن شعيب النسائي: ليس به بأس. وقال ابن حجر العسقلاني: ثقة. وقال الدارقطني: ثقة. وقال الذهبي: صدوق.